# 職分田
職分田（しきぶんでん）は、古代東アジアの律令制において、官職についた者へ支給された田地である。

## 中国
隋・唐の律令では、均田制を採用し、男丁（成人男性）へ一律に口分田と世業田（永業田）を支給することを原則としていたが、それと別に、官職にある者（官人）へ職分田が支給されていた。ただし、官職を辞する時には職分田を返納する規定となっていた。
官人らは、支給された職分田の耕作権を、希望する均田農民へ与えて、収穫の一部を私的な租税として徴収していた。職分田は官人の重要な収入源として機能した。

## 日本
大宝令
- 職田: 太政大臣、左右大臣、大納言、地方郡司へ支給された。
- 公廨田: 史生以上の国司と、大宰府の官人へ支給された。

※両者とも官人に対し、官職に応じて支給された田地である。いずれも不輸租（田租の免除）とされた。

養老令
- 職分田: 一定以上の官人へ支給された。
  - 太政官
    - 太政大臣: 40町
    - 左右大臣: 30町
    - 大納言: 20町

  - 大宰府
    - 大宰帥: 10町
    - 大宰大弐: 6町
    - 大宰少弍: 4町
    - （以下大監から史生まで2町～1町を支給）

  - 国司
    - 大国守: 2町6段
    - 中国守・大国介: 2町2段
    - 中国守・上国介: 2町
    - 下国守・大上国掾: 1町6段
    - 中国掾・大上国目: 1町2段
    - 中下国目・史生: 1町

  - 郡司
    - 大領: 6町
    - 少領: 4町
    - 主政・主帳: 2町。

- - 大学寮（博士職田）
    - 大学博士（明経博士）: 4町（791年以後5町）
    - 大学助教・直講（明経助教・直講）: 3町（791年以後4町）
    - 文章博士: 4町（859年以後6町、延喜式規定5町）
    - 明法博士: 3町（791年以後4町）
    - 算博士: 3町（851年以後4町）
    - 書博士・音博士・紀伝博士: 3町（紀伝博士は808年 ～ 834年）

※職分田は不輸租とされたが、郡司への職分田のみ輸租田（田租の対象）とされた。なお、大学寮の博士職田は養老令の規定には存在しない。
日本では、701年制定の大宝律令（大宝令）において、職田（しきでん）と公廨田（くがいでん）の規定が置かれた。職田は、大納言以上の太政官の官人および地方郡司へ支給される田地であり、公廨田は、地方国司および大宰府官人へ支給される田地である。
唐令では、職田（職分田）は官職を有する官人へ支給され、公廨田は官庁の収入源として規定されたのに対し、日本の大宝令では、両者とも官人を対象としたものであり、両者間の本質的な差異はなかった。職田・公廨田ともに田租が免除された不輸租田であった。
なお、大宝令以前の職田・公廨田についてはよく判っていない。先行する近江令・飛鳥浄御原令に何らかの規定があった可能性はあるが、両者とも現存しないため、詳細は不明である。
757年に施行された養老律令（養老令）は、職田・公廨田を一本化して、職分田と規定した。太政官の官人（太政大臣以下、大納言以上）、大宰府官人、地方国司、地方郡司に対して、官職に応じた面積が支給されることに変わりはない。原則として不輸租田とされていたが、郡司への職分田のみ輸租田（田租の対象となる田）とされた。郡司への支給面積を見ると、国司と比べて非常に広い面積が支給されていたことが判る。
また、教育を重視する観点から養老令の規定には無い大学寮の諸博士に特に博士職田と称される職分田が支給されていたことが知られている。791年には大学博士（明法博士）と明法博士に博士職田の加増が行うが、文章博士・算博士などの他の博士の職田は現状維持とするという内容の太政官符（『類聚三代格』）が出されており、具体的な始期は不明であるが、その以前から博士職田の支給が行われていた事が判明している。
律令制が弛緩する9・10世紀になると、大宰府官人、国司、郡司らは職分田を原資の一つとして、富の蓄積を行っていった。これにより彼らの中には富豪と呼ばれる者も出現し、農業経営に特化して経済力をつけた田堵（たと）へ成長していった。